# Tore Hjort
Tore Hjort (Thore Hjort) (død 999) var en norsk høvding fra Vågen i Hålogaland i det nordlige Norge.
Han kæmpede i 986 på den norske jarl Håkon Jarls side i Slaget ved Hjørungavåg mod en dansk invasionshær, hvor Norge besejrede Danmark. Men da han senere gjorde oprør mod Håkon Jarls efterfølger kong Olav Tryggvason, blev han angrebet af denne og døde for kongens egen hånd.
I 1982 afdækkede en bondes pløjning i Borg på Vestvågøy nogle ældre ting. Efterfølgende udgravninger fra 1983 til 1989 afdækkede såvel en del glas og andre artefakter, der viser international kontakt. Der fandtes en stor høvdingegård med en hovedbygning, der bestod af et 83 meter langt og 8 meter bredt langhus fra vikingetiden, det størst kendte af sin art. Det antages, at huset tilhørte Tore Hjort. Der er nu opført en rekonstruktion af huset på stedet.
,